# 스플리트 점프

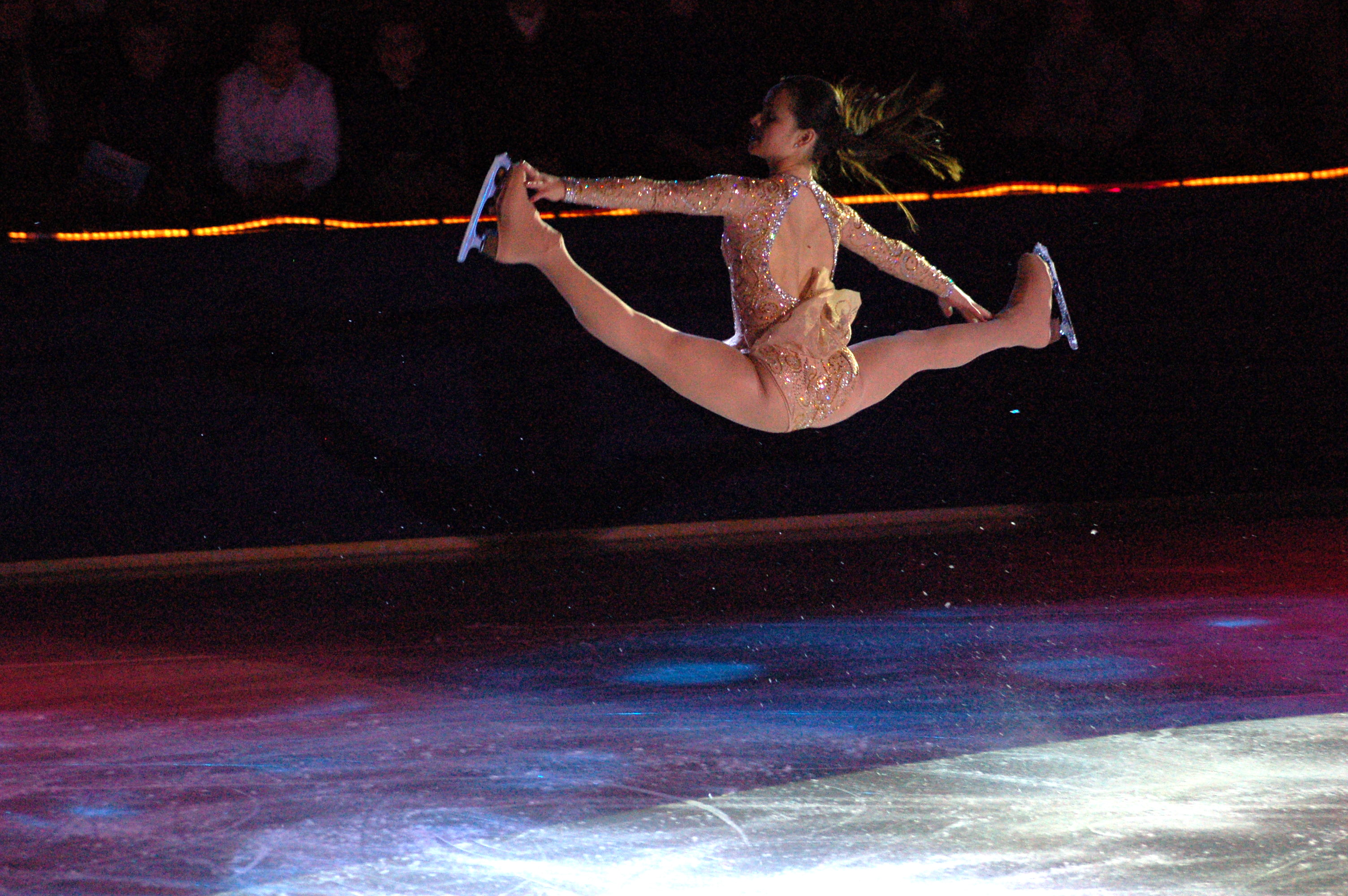
사샤 코언이 러시아 스플릿 점프를 선보이고 있다.

스플리트 점프(split jump)는 연기자가 공중에 있는 동안 스플리트가 점프후에 이루어지는 신체 움직임의 서열이다. 스플리트 점프는 일반적으로 무용, 피겨 스케이팅, 체조에서 발견되고, 또한 운동의 형태로 사용될 수 있다.

## 피겨 스케이팅
스플리트 점프는 스케이트 선수가 공중에서 스플리트 포지션을 이루는 피겨 스케이팅 점프의 일종이다. 대부분의 피겨 스케이팅 점프와 달리, 스플리트 점프는 회전 점프가 아닌 위치 점프이다. 그것은 특정 횟수만큼 회전하는 것이 아닌 공중의 포지션을 이루는 것이 원칙이다.
대부분의 스플리트 점프는 반 플립, 플립 항목과 함께 반 회전 점프에서 파생된다. 스플리트 점프는 또한 반 러츠 또는 떨어지는 판 항목 (공중에서 반 혁명 루프 점프)을 실시할 수 있다.더욱 드물게 전체 회전과 러츠 점프는 스플리트와 함께 실시할 수 있다. 이 점프는 스플리트 플립과 스플리트 러츠로 알려져 있다.
표준 전면 스플리트에 대한 대안으로, 어떤 스케이트 선수는 스플리트에서 다리와 함께 러시아 스플리트를 실시한다. 이 스플리트 및 점프의 유일한 차이점은 공중의 위치이다. 다리는 발가락을 가리키면서 똑바로 연장한다. 스케이트 선수는 종종 러시아 스플리트의 일부로 발가락을 건드린다.
스플리트 점프는 피겨 스케이팅에서 매우 기본적인 점프를 고려하고 있지만 잘 이루어질때 그들은 성과를 거둘수 있다. 문제는 스케이트 선수가 점프의 꼭대기에서 완전한 수평 스플리트 또는 스트래들 포지션을 이루는 것이다. 이것은 공중에서 몸의 유연성과 강한 스프링이 필요하다.

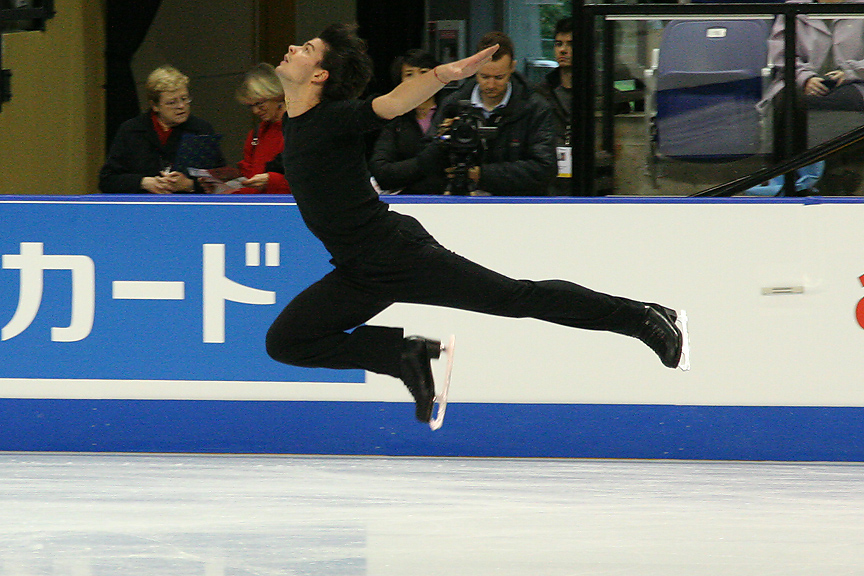
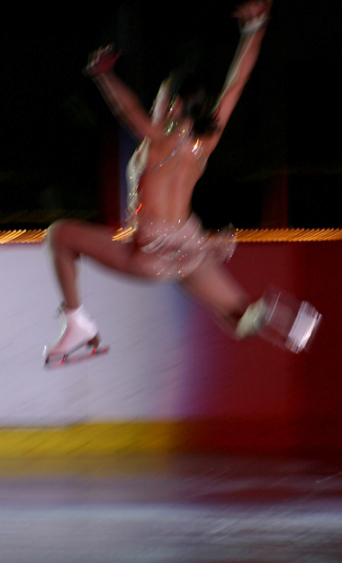

## 같이 보기
- 스플리트 리프

## 참조
1. ↑  페트케비치, 존 미샤 (1989년). 《피겨 스케이팅:Championship Techniques》. Sports Illustrated. ISBN 1-56800-070-7.